# 捷姆帕山
48°16′23″N 24°2′39″E / 48.27306°N 24.04417°E
捷姆帕山是烏克蘭的山峰，位於該國西部外喀爾巴阡州，屬於烏克蘭喀爾巴阡山脈中斯維多韋茨山脈的一部分，海拔高度1,634米。